# Aotus vociferans
Aotus vociferans is een zoogdier uit de familie van de nachtaapjes (Aotidae). De wetenschappelijke naam van de soort werd voor het eerst geldig gepubliceerd door Johann Baptist von Spix in 1823.

## Voorkomen
De soort komt voor in Colombia ten oosten van de Cordillera Oriental, ten westen van Rio Negro en in Brazilië (ten noorden van de rivieren Amazone en Solimões.